# Engelʹgardt (cratera)
Engelʹgardt o Engelhardt é uma cratera lunar situada no lado oculto da Lua.